# Grb Občine Dolenjske Toplice
Grb Občine Dolenjske Toplice je sestavljen iz ščita z ravno zgornjo stranjo in polkrožnim spodnjim zaključkom. Osnovna barva ščita je bela, na spodnji strani pa se nahaja svetlo zelen krog, ki predstavlja listnati gozd. Nad tem krogom se proti vrhu dviga koničast temno zelen trikotnik, ki ga prekinjajo štiri vodoravne tanke bele črte. Ta trikotnik predstavlja smrekove gozdove. Na svetlo zelenem krogu se proti vrhu dviga pet svetlo modrih stiliziranih curkov vode, ki predstavljajo termalni izvir.